# SStB Gratz - Laibach
Az SStB  Gratz - Laibach egy szerkocsisgőzmozdony-sorozat volt az osztrák-magyar Südlichen Staatsbahn (SStB)-nál.
A 17 mozdonyt a WRB mozdonygyára építette 1844 és 1846 között, több lépcsőben szállították őket, így a mozdonyok egyes részletekben különböznek (lásd a táblázatot). Ezek a járművek voltak az SStB első mozdonyai.
A jellegrajzon látható a ferde hengerelhelyezés, hogy a kitérő forgóváznak helyet biztosítson továbbá az akkoriban szokásos faburkolat a kazánon.
A sorozat mozdonyai az Államvasutak 1858-as privatizációja során a Déli Vasút tulajdonába kerültek, ahol 831-836 és 854-864 pályaszámokat kaptak sorozatjel nélkül.
A mozdonyok közül 1854-ben kilencet 2B tengelyelrendezésűvé építettek át. 1860-ban selejtezték őket.

## Fordítás
- Ez a szócikk részben vagy egészben  a   SStB – Gratz bis Laibach című német Wikipédia-szócikk fordításán alapul.  Az eredeti cikk szerkesztőit annak laptörténete sorolja fel. Ez a jelzés csupán a megfogalmazás eredetét és a szerzői jogokat jelzi, nem szolgál a cikkben szereplő információk forrásmegjelöléseként. - Az eredeti szócikk forrásai szintén ott találhatóak.